# FC 디나모 모스크바
FC 디나모 모스크바(러시아어: Динамо Москва, 영어: Dynamo Moscow)는 모스크바에 기반을 둔 러시아 프로 축구 클럽이다. 디나모는 2부 리그인 러시아 퍼스트 리그에서 한 시즌을 보낸 후 2017-18년 시즌에 러시아 프리미어리그로 복귀했다.
디나모는 소련 시대 말기부터 2016년 강등될 때까지 항상 소비에트 톱리그 (디나모 키이우와 함께)와 러시아 축구에서 활약한 유일한 클럽이었다. 그럼에도 불구하고 현대 러시아 프리미어리그 타이틀을 획득한 적은 없으며 1994-95년 시즌에 단 한 번만 러시아 컵을 우승한 적이 있다.

## 선수

### 현역
참고: FIFA 자격 규정에 따라 소속된 국가대표팀 국기를 표시합니다. 선수는 복수의 FIFA 비회원국 국적을 가지고 있을 수 있습니다.
| 번호 | 포지션 | 국적   | 이름          |
| ---- | ------ | ------ | ------------- |
| 34   | MF     | 조지아 | 루카 가그니제 |

| 번호 | 포지션 | 국적 | 이름 |
| ---- | ------ | ---- | ---- |

## 역대 감독
| 감독                    | 임기      |
| ----------------------- | --------- |
| 콘스탄틴 베스코프       | 1967~1972 |
| 가브리일 카찰린         | 1973~1974 |
| 아나톨리 비쇼베츠       | 1988~1990 |
| 콘스탄틴 베스코프       | 1994~1995 |
| 발레리 가자예프         | 1999~2001 |
| 유리 쇼민               | 2005~2006 |
| 미오드라그 보조비치     | 2010~2011 |
| 드미틀리 호흘로프(대행) | 2012      |
| 단 페트레스쿠           | 2012~2014 |
| 스타니슬라프 체르체소프 | 2014~2015 |
| 드미틀리 호흘로프       | 2017~2019 |
| 키릴 노비코프           | 2019~2020 |
| 알렉산드르 쿨치(대행)   | 2020      |
| 잔드로 슈바르츠         | 2020~2022 |
| 슬라비샤 요카노비치     | 2022~2023 |
| 마르첼 리치카           | 2023 ~    |